# Itoshiki Tomo e
Singles de Morning Musume Tanjō 10nen Kinentai
Bokura ga Ikiru My Asia
(24 janvier 2007)
Singles par Morning Musume
Onna ni Sachi Are
(25 juillet 2007) Mikan
(21 novembre 2007)
Itoshiki Tomo e (愛しき悪友へ) est le second et dernier single du groupe de J-pop Morning Musume Tanjō 10nen Kinentai, créé à titre provisoire à l'occasion du 10e anniversaire du groupe Morning Musume, formé de cinq de ses (ex) membres.

## Présentation
Le single sort le 8 août 2007, sous le label zetima. Il est écrit, composé et produit par Tsunku. Il atteint la 15e place du classement des ventes de l'Oricon, et reste classé pendant quatre semaines, pour un total de 17 762 exemplaires vendus durant cette période. Il sort également dans une édition limitée, avec en supplément un DVD contenant une version alternative du clip vidéo de la chanson-titre. Il sort aussi au format "single V" (DVD contenant le clip vidéo) une semaine plus tard.
La chanson-titre du single ne figurera sur aucun album ou compilation.

## Membres
- Kaori Iida (1re génération)
- Natsumi Abe (1re génération)
- Maki Goto (3e génération)
- Risa Niigaki (5e génération)
- Koharu Kusumi (7e génération)

## Liste des titres
Single CD
1. Itoshiki Tomo e (愛しき悪友へ?)
2. Michi Naru Mirai e (未知なる未来へ?)
3. Itoshiki Tomo e (Instrumental) (愛しき悪友へ...?)

DVD de l'édition limitée
1. Itoshiki Tomo e (Close-up Ver.) (愛しき悪友へ...?)

Single V (DVD)
1. Itoshiki Tomo e (愛しき悪友へ?)
2. Itoshiki Tomo e (5 Shot Ver.) (愛しき悪友へ...?)
3. Making Eizo (メイキング映像?)